# Bernd-Ingo Friedrich

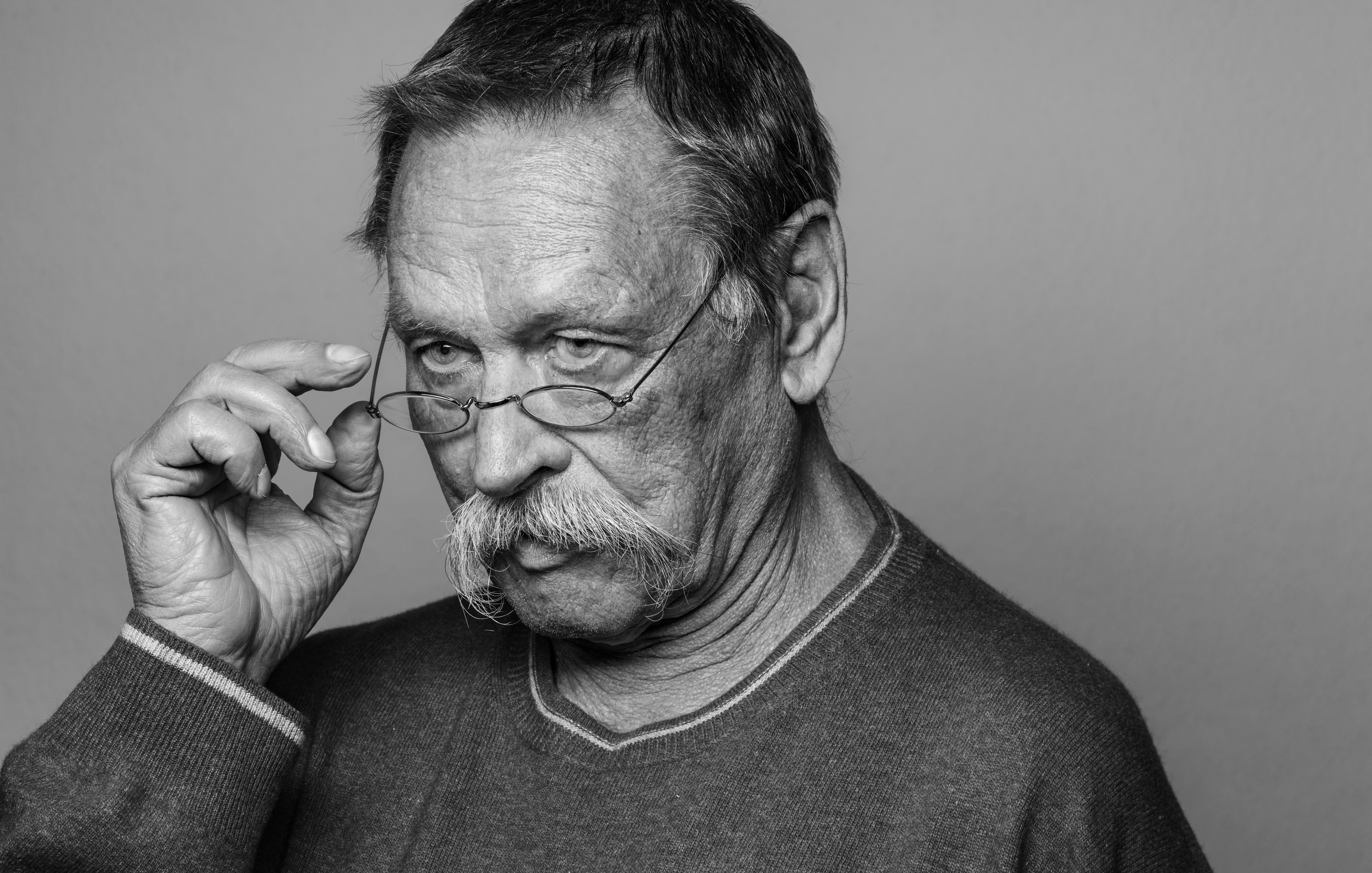
Bernd-Ingo Friedrich (2019)

Bernd-Ingo Friedrich (* 21. Juli 1952 in Weißwasser; † 9. Januar 2024 ebenda) war ein deutscher Schriftsteller und Kulturhistoriker. Er verfasste mehrere Bücher, Broschüren und Artikel über den Muskauer Dichter und Komponisten Leopold Schefer, den Dichter Heinrich Stieglitz und den Fürsten Hermann von Pückler-Muskau. Er befasste sich überwiegend mit Buchkunst und Bibliophilie sowie der Literatur der Aufklärung und des Biedermeier, speziell mit ihren Außenseitern.

## Leben
Friedrich verlebte seine Kindheit in Bad Muskau, wo er auch die Polytechnische Oberschule besuchte. Er besuchte außerdem eine Sportschule in Dresden, das Abitur legte er im Jahr 1971 auf der Erweiterten Oberschule in Weißwasser ab. Anschließend war er bis 1994 in verschiedenen Berufen tätig und beschäftigte sich nebenher mit Plastik, Malerei und Grafik. 1994 erlitt er durch eine von seiner verstorbenen Mutter eingekochte Pilzkonserve eine Vergiftung mit Knollenblätterpilzen; daraufhin wurde ihm im Klinikum rechts der Isar in München eine Leber transplantiert. Durch die Vergiftung wurden auch seine Nieren geschädigt, so dass er mehrere Jahre auf Dialysen angewiesen war. Im Jahr 1999 wurde Friedrich schließlich, ebenfalls im Klinikum rechts der Isar, eine Niere transplantiert. Seit 1994 war er erwerbsunfähig. Im Jahr 2001 begann er zu schreiben und publizierte seit 2003. Von 2009 bis 2023 war er Mitglied im Verband deutscher Schriftsteller. Friedrich lebte in Weißwasser.

## Kulturhistorische Arbeiten
Friedrich beschäftigte sich anfangs vornehmlich mit Personen aus dem Umfeld des Fürsten Hermann von Pückler-Muskau. Unter anderem publizierte er zusammen mit Ernst-Jürgen Dreyer das Buch „Mit Begeisterung und nicht für Geld geschrieben.“ Leopold Schefer als Komponist, welcher ein Jugendfreund Pücklers und von 1812 bis 1816 offiziell dessen Generalinspektor war. In der Folge kam es im Juni 2010 zur Uraufführung des Römischen Quartetts Nr. 1 von Schefer, einem Streichquartett in d-moll, in der Orangerie des Bad Muskauer Parks. Bernd-Ingo Friedrich führte dabei in Leopold Schefers Leben und Werk ein. 2012 war er mit dem Beitrag „Literaturwissenschaft und Musikalien“ an der Publikation Kunst und Wissenschaft um 1800 der Oberlausitzischen Gesellschaft der Wissenschaften zu Görlitz beteiligt. Im selben Jahr erarbeitete er das Programmheft Nr. 3 (zur Uraufführung von Leopold Schefers Römischem Quartett Nr. 3) zum Lausitzer Musiksommer 2012. (Das Quartett Nr. 2 wurde im Sommer 2011 aufgeführt.)
2007 entdeckte Friedrich das Originalrezept für das Fürst-Pückler-Eis (s. Veröff. Nr. 9 u. 11).
2010 stellte er mit Hilfe des Mediziners Hans Halter Belege für die Hypothese zusammen, dass Fürst Pückler unter einer impotentia coeundi litt und sein kolportiertes ausschweifendes Liebesleben somit mehr Schein als Sein gewesen ist (s. Veröff. Nr. 15).
Im Sommer 2013 transkribierte er den gesamten zu jenem Zeitpunkt verfügbaren Briefwechsel zwischen Leopold Schefer und dem Fürsten Pückler. Dieser wurde bislang nicht publiziert, kursiert jedoch in Form von Ausdrucken (vgl. Kerstin Volker-Saad, Auf nach Ägypten! Bad Muskau 2018; Begleittext).
Aufgrund seiner Recherchen konnte der den jüdischen Antiquar und Autographenhändler David Salomon betreffende Eintrag im „Berliner Gedenkbuch Jüdischer Opfer der NS-Zeit“ vervollständigt werden; wurde sein Name in das „Deutsche Gedenkbuch“ aufgenommen; in Yad Vashem ein Gedenkblatt für ihn angelegt. Am 6. Mai 2014 wurde auf der Westfälischen Straße 63 in Berlin-Halensee (Charlottenburg-Wilmersdorf) ein Stolperstein für David Salomon verlegt.
Das Buch Historische Briefbeschwerer – Paperweights aus Brandenburg und Sachsen versammelt die Ergebnisse fünfzehnjähriger Feldforschung des Autors zum Thema „geschundenes Glas“ in der Lausitzer Glasindustrie. Die wesentliche Erkenntnis daraus lautet, dass es sich bei den derart entstandenen Briefbeschwerern um eine echte, späte Volkskunst handelte, die während der Phase der Industrialisierung der Glasmacherei, als die traditionellen Formen der Volkskunst niedergingen, ihre Blütezeit erlebte (s. Veröff. Nr. 23).
„Die Monographie [Heinrich Stieglitz, ein Denkmal] wird bis auf weiteres eine wichtige Quelle für eine im Ganzen unterschätzte Epoche des deutschen Geisteslebens bleiben, deren Bezeichnung als Biedermeierzeit immer schon ein wenig abqualifizierend klingt.“ (Sebastian Hennig; s. Literatur.)

## Preise und Auszeichnungen
- Förderung durch die Rudolf-Augstein-Stiftung Hamburg 2006.
- Stipendium der Hamburger Stiftung zur Förderung von Wissenschaft und Kultur 2012–2014.
- Die unter Federführung von Werner Schubert entstandene Broschüre „Die jüdische Minderheit in Weißwasser“ erhielt anlässlich der Verleihung des Sächsischen Landespreises für Heimatforschung 2008 eine Ehrenurkunde.

## Veröffentlichungen (chronologisch)
- (Hrsg. u. Vorwort): Ludmilla Assing: Fürst Hermann von Pückler-Muskau. Eine Biographie. Buchbinderei Gotzmann, Görlitz – Bad Muskau 2004.
- Leopold Schefer. Dichter und Komponist. 1784–1862. Neisse Verlag, Görlitz 2005, ISBN 3-934038-45-X.
- Später Abend mit goldenem Rand. Die besten Seiten von Leopold Schefer. Hrsg. Freundeskreis „Historica“ Bad Muskau e. V. Verlag Quint.Media 2006, ISBN 3-9809079-3-7.
- mit Ernst-Jürgen Dreyer: „Mit Begeisterung und nicht für Geld geschrieben.“ Das musikalische Werk des Dichters Leopold Schefer. Verlag Gunter Oettel, Görlitz 2006, ISBN 3-938583-06-1.
- Johann Andreas Tamm, 1767–1795, ein Außenseiter der Aufklärung. Biographie und Dokumente. Eigenverlag, Weißwasser 2006.
- Johann Andreas Tamm. Biographie und Dokumente. Regia Verlag, Cottbus 2007, ISBN 978-3-939656-19-7.
- (Hrsg. u. Nachwort): Die Osternacht. Novelle von Leopold Schefer. Mit Illustrationen von Gerd Hallaschk. Regia Verlag, Cottbus 2007, ISBN 978-3-939656-24-1.
- (Booklet): Tagebuch einer großen Liebe. 22 Lieder von Leopold Schefer. CD. KONSONANZ Musikagentur, Bautzen 2006. Labelcode LC 01135.
- Das Fürst-Pückler-Eis. Geschichte, Geschichten und Rezepte. Hrsg. Stiftung Fürst-Pückler-Museum Park und Schloß Branitz. Cottbus 2007, DNB 987484567.
- mit Werner Schubert: Die jüdische Minderheit in Weißwasser. Verfolgung und Ermordung jüdischer Bürger durch die nationalsozialistische Gewaltherrschaft. Juristische Ahndung und historische Aufarbeitung nach 1945. Teil 1. (= Schriftenreihe des Vereins „Zukunft gestalten – ohne zu vergessen“. Heft 3). Hrsg. Verein „Zukunft gestalten – ohne zu vergessen“. Weißwasser 2008, OCLC 837703712.
- Fürst Pücklers Eis. Mit Original-Rezept. Regia Verlag, Cottbus 2010, ISBN 978-3-86929-062-1 (verbesserte Neuauflage.)
- Ein gutes Dutzend Leidensgeschichten von Isar, Spree und Neiße plus zwei Minis und vier Bonüsse. Regia Verlag, Cottbus 2010, ISBN 978-3-86929-012-6.
- Hirnsalz aus der Pücklerei. Aphorismen. Mit Karikaturen von Meinhard Bärmich. Regia Verlag, Cottbus 2010, ISBN 978-3-86929-028-7.
- Tafeln wie Fürst Pückler. Ein unterhaltsames Kochbuch. Verlag Gunter Oettel, Görlitz – Zittau 2010, ISBN 978-3-938583-56-2. Zweite (verbesserte) Auflage 2022.
- Hat er? Oder hat er nicht? Fürst Pückler und die Frauen. Oberlausitzer Verlag Frank Nürnberger, Spitzkunnersdorf 2010, ISBN 978-3-941908-13-0.
- Die Quellnymphe oder Die Bäder zu Muskau. Ein Phantasiestück von Carl Weisflog. Wiederentdeckt und aufbereitet von Bernd-Ingo Friedrich. Hrsg. Freundeskreis „Historica“ Bad Muskau. Verlag Quint.Media 2011, ISBN 978-3-9813884-0-4.
- (Beitrag): Kunst und Wissenschaft um 1800. Die Sammlungen der Oberlausitzischen Gesellschaft der Wissenschaften zu Görlitz. Hrsg. Städtische Sammlungen für Geschichte und Kultur Görlitz. Kerber Verlag, Bielefeld 2012, ISBN 978-3-86678-535-9.
- (Beitrag): Jubelrufe aus Bücherstapeln. Der dritte Almanach. 60 Jahre Pirckheimer-Gesellschaft. Hrsg. Carsten Wurm im Auftrag der Pirckheimer-Gesellschaft e. V. Berlin 2016, ISBN 978-3-935194-79-2.
- Beiläufiges zur Wahrnehmung Chinas in der Literatur des Biedermeier. OSTASIEN Verlag, Gossenberg 2016. (Reihe Gelbe Erde 12.) ISBN 978-3-946114-35-2.
- Der Anti-Jahn. Für saubere Wissenschaft. Als Supplement zur Dissertation: „Vom Roboter zum Schulpropheten Hanso Nepila (1766–1856)“ von Peter Milan Jahn. Arnshaugk Verlag, Neustadt a. d. Orla 2018. ISBN 978-3-944064-98-7.
- Heinrich Stieglitz, ein Denkmal. Erster Teil: Biographie und Exkurse. Arnshaugk Verlag, Neustadt a. d. Orla 2018. ISBN 3-944064-88-7.
- Heinrich Stieglitz, ein Denkmal. Zweiter Teil: Anhänge, Nachklänge und Register. Arnshaugk Verlag, Neustadt a. d. Orla 2019. ISBN 3-944064-89-5.
- Historische Briefbeschwerer – Paperweights aus Brandenburg und Sachsen. Verlag Gunter Oettel, Görlitz – Zittau 2019. ISBN 978-3-944560-49-6.
- (Beitrag): Meine Heimat ist da, wo ich mich wohlfühle. In: Heimat? Hrsg. Klaus Farin. Hirnkost Verlag, Berlin 2020, ISBN 978-3-948675-03-5.
- (Beitrag): Die schlesische Spottdrossel. In: Alice Kaprolat. Plaudereien über Kerfe. Gedichte. Limitierter Handpressendruck. Hrsg. Sebastian Hennig. Verlag C. C. Meinhold & Söhne, Dresden 2020, ISBN 978-3-943721-02-7.
- (Beiträge): Begegnungen zwischen Russen und Deutschen. Eine Anthologie der Verständigung. Hrsg. v. Alexander von Bismarck. Mit 35 Zeichnungen von Sebastian Hennig. Arnshaugk Verlag, Neustadt an der Orla 2023, ISBN 3-95930-272-X.
- Zahlreiche Beiträge in: Tumult, PCC Newsletter, minima sinica, Das Lindenblatt, Marginalien, Bücher und Bibliotheken, Concerto, Neues Lausitzisches Magazin, Sächsische Heimatblätter, Oberlausitzer Heimatblätter, Silesia Nova, Lětopis, Serbske drogotki, Serbska protyka, Museum Bautzen; Oberlausitzer Hausbuch, Neues Oberlausitzer Hausbuch, Oberlausitzer Familien-Kalenderbuch, Cottbuser Heimatkalender; Vereins-Info des Förderkreises Brehm e. V., Sächsische Zeitung, Lausitzer Rundschau, Muskauer Anzeiger, Lommatzscher Anzeiger; Eulenspiegel, Ein Herz für Tiere, Südwestdeutsche Pilzrundschau, Preßglaskorrespondenz.